# The Anguished Man

Người đàn ông đau khổ

The Anguished Man (Người đàn ông đau khổ) là một bức tranh sơn dầu được vẽ bởi một họa sĩ vô danh thuộc quyền sở hữu của Sean Robinson. Theo Robinson, người họa sĩ đó đã trộn máu của mình vào bức tranh và tự sát ngay sau khi hoàn thành tác phẩm. Bức tranh này được cho là bị ma ám. Vào năm 2011,  Robinson đã đăng tải một video lên Youtube có tựa đề là ''Ghost activity caught on tape – Haunted Painting – The Anguished Man'' thu hút hơn 1 triệu lượt xem.  Những đoạn video được đăng lên bởi Sean có bằng chứng rõ ràng về sự hiện diện của thế lực siêu nhiên, tuy nhiên, trong một tập phim của kênh Discovery Channel's  có tựa đề ‘’ Weird or What?, nhà điều tra Mike St. Clair  khẳng định rằng video của Sean là một trò lừa bịp.
Cho đến ngày nay, Sean từ chối việc phá hủy bức tranh và vẫn tiếp tục giữ nó trong tầng hầm của mình.